# Kalabsha
Templet Kalabsha (även Mandulis tempel) är ett forntida egyptiskt tempel som ursprungligen låg i Bab al-Kalabsha (Kalabshas port), cirka 50 km söder om Assuan. Templet, som då låg på Nilens västra sida i Nubien byggdes omkring 30 f.Kr i början av den Romerska eran. Templet byggdes under kejsar Augustus styre, men kom aldrig att färdigställas.  Templet var en hyllning till Mandulis (Merul), en solgud i Nedre Nubien. Den byggdes över en tidigare helgedom av Amenhotep II. Templet är 76 meter långt och 22 meter brett. Medan själva byggnaden daterar sig till den romerska perioden, har den många vackra reliefer såsom "en välristad relief där Horus kliver fram från vass på den inre väggen". Från Kalabshas "helgedomskammare, leder en trappa upp till templets tak där man får en fantastisk vy över templet och den heliga sjön. Flera historiska dokument skrevs på tempelväggarna i Kalabsha såsom "en lång inskription av den romerske guvernören Aurelius Besarion år 250, med ett förbud att ha svin i templet" liksom en inskription av "den Nubiens kung Silko, ristad på 400-talet som dokumenterar hans seger över Blemmyes och en bild av honom klädd som romersk soldat på en hästrygg." Silko var den kristna kungen i det Nubiska kungariket Nobatia.

## Senare användning och flytt av templet

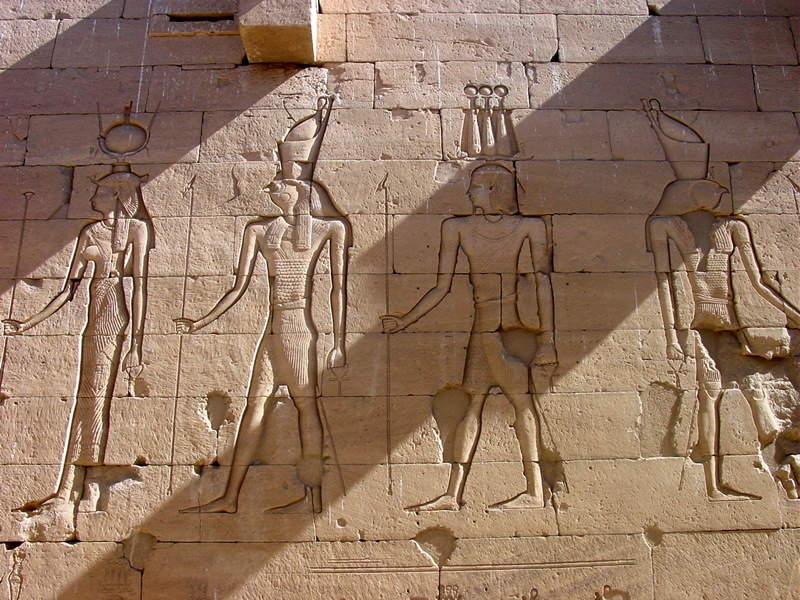
Väggrelief i Kalabsha

När kristendomen introducerades i Egypten, användes templet som kyrka.
Med hjälp från Tyskland, flyttades Kalabsha under byggandet av Assuandammen för att rädda det från Nassersjöns stigande vattennivå. Templet flyttade till Nya Kalabsha, på en halvö söder om Assuandammen. Arbetet med att flytta templet tog över två år. Templet Kalabsha var det största fristående templet i Egyptiska Nubien (efter Abu Simbel) som flyttades och återuppbyggdes på en ny plats.. Även om byggnaden inte blev färdigställt, "anses den vara en av de bästa exemplen på den Egyptiska arkitekturen i Nubien."

## Bilder

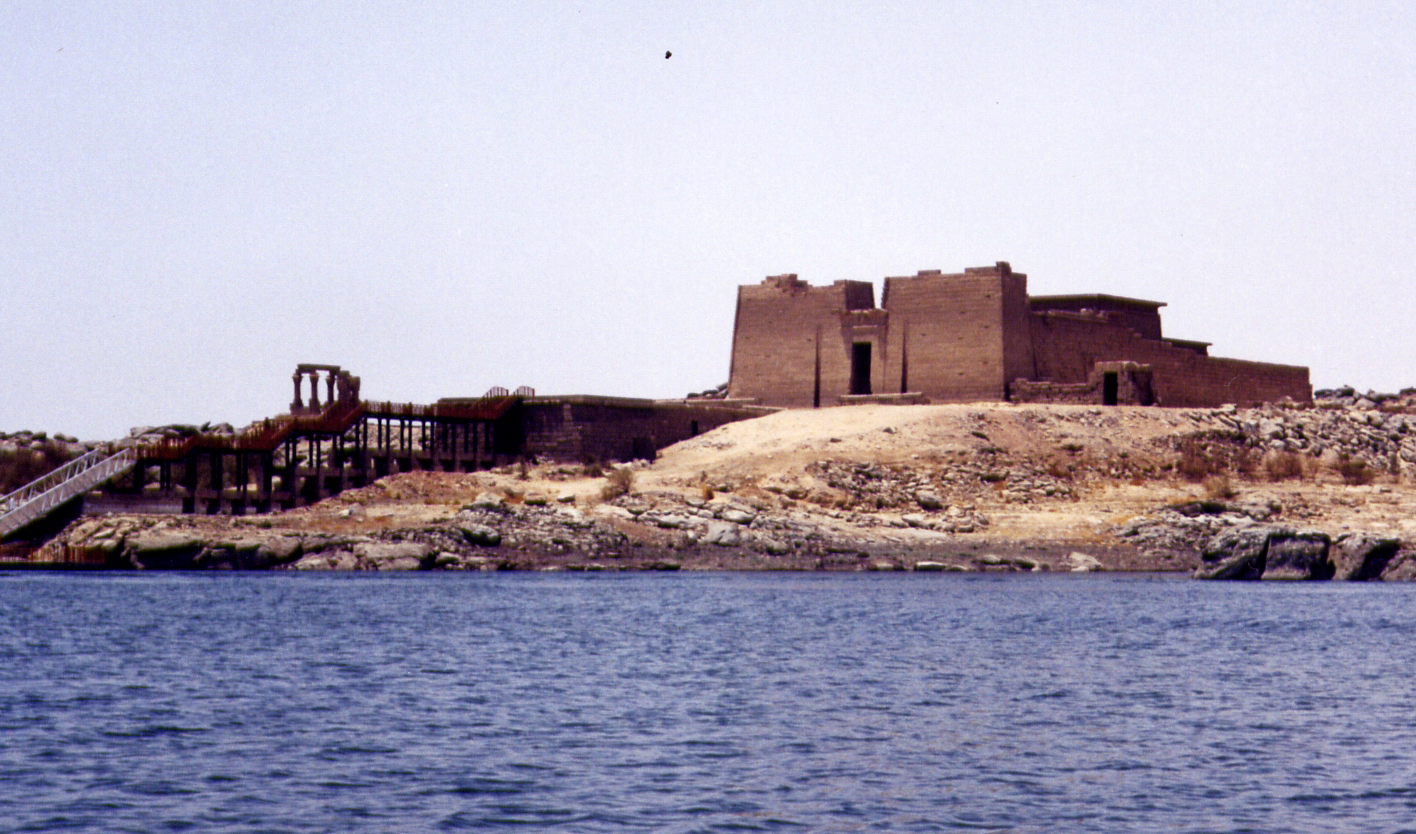
Templet Kalabsha
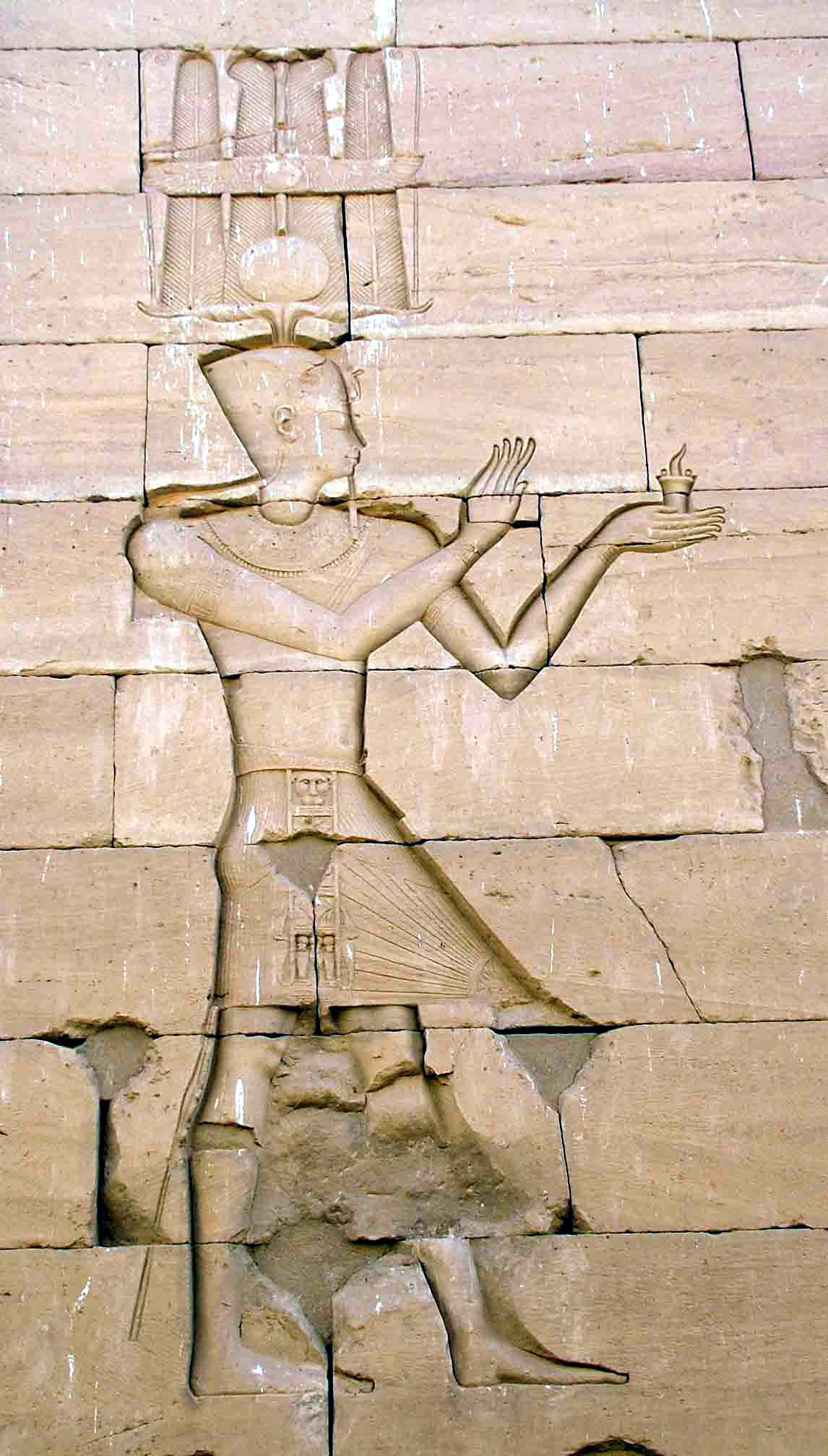
Relief av Augustus i Kalabsha
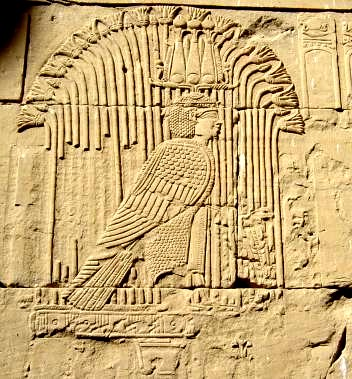
Den Nubiska guden Mandulis i Kalabsha